# Charly López Rodríguez
Juan Carlos López Rodríguez, conocido como Charly López Rodríguez, (León, Castilla y León, 10 de junio de 1957), es un exbaloncestista español que medía 1,94 metros y cuya posición en la cancha era la de escolta.

## Trayectoria
Se forma en las categorías inferiores del Estudiantes, jugando profesionalmente en el Estudiantes, Joventut, CB Zaragoza, Peñas Huesca y Gijón Baloncesto. Gran tirador, sus logros más importantes como profesional fueron una Copa del Rey con el CB Zaragoza, un subcampeonato de liga en la temporada 1980-81 con el Estudiantes, ser el máximo anotador de triples en la liga ACB en el año 1984 y el haber llegado a vestir la camiseta de la selección española de baloncesto.

## Palmarés

### Nacional
- Copa del Rey CB Zaragoza (1984).

### Internacional
- Medalla de Bronce España Junior en el Campeonato de Europa de Santiago de Compostela-76.